# Мін шилу
«Мін шилу» (кит. 明實錄|明实录|піньїнь Míng shí-lù), або «Істиний часопис династії Мін» (також, «Правдиві записи про правління династії Мін», «Правдиві записи Мін») — зібрання часописів правління імператорів Династії Мін, які правили в Китаї з 1368 до 1644 року. Одне з основних джерел з історії Китаю в той період.

## Список часописів та їх укладання
Існує 13 «істинних часописів» (шилу) — як правило, по одній для кожного з 15 імператорів династії. Немає «істинних часописів» для 2-го (Чжу Юньвень, правив у 1398–1402) й останнього, 16-го (Чжу Юцзянь, правив у 1627–1644) імператорів. Для Чжу Юньвеня часопису не існує, оскільки він був скинутий своїм племінником, Чжу Ді, який викреслив Чжу Юньвеня з історії (роки його правління офіційно стали вважатись продовженням попередньої доби, Хуньу), й відповідно часописи складено не було. Чжу Юцзянь же виявився останнім імператором; після його самогубства, Пекін був зайнятий повстанцями Лі Цзичена, а потім маньчжурами, й решткам мінської бюрократії, що втекли на південь, було вже не до архівної роботи. Існує, однак, складений вже за цинського періоду часопис «Чунчжен чанбянь» (崇禎长编), що якоюсь мірою слугує замість «істинного часопису» останнього мінського імператора.
Окрім того, немає окремого часопису для Чжу Циюя, який правив у 1449–1457 роках (ера Цзинтай), поки його брат Чжу Цичжень був спочатку в полоні у монголів, а потім — під домашнім арештом. Замість окремого часопису інформація за роки доби Цзинтай міститься в часопису правління Чжу Цичженя.
Кожен часопис називається за посмертним храмовим іменем імператора. Наприклад, Чжу Ді, який правив під тронним іменем Юнле, отримав після смерті храмове ім'я Тай-цзун, та, відповідно, його часопис йменується «Тай-цзун шилу» (太宗实录). (Незважаючи на те, що пізніше, 1537 року, імператор Чжу Хоуцун надав імператору Чжу Ді нове посмертне храмове вм'я, на часопис царювання Чжу Ді продовжують посилатись за його первинною назвою.)
Кожен з часописів складався після смерті відповідного імператора, силами спеціальної робочої групи, що створювалась за вказівкою Генерального Секретаріату імператорського уряду. До неї входили кілька десятків авторів і редакторів (60-100), не враховуючи асистентів. Часопис складався на підставі журналів палацової канцелярії та інших документів. Часопис виготовлявся у 2 примірниках, з яких один мав зберігатись вічно (чи, принаймні, до падіння династії) в запечатаному вигляді в Генеральному Секретаріаті, а до іншого ж мали доступ майбутні імператори, генеральні секретарі та придворні історіографи. Насправді однак, неодноразово траплялось, що з тих чи інших політичних мотивів запечатаний примірник відкривали й наново редагували.

## Використання часописів після падіння династії Мін
За китайською традицією, після падіння династії, на базі її «істинних часописів» історики наступної династії складали історію династії, що пала, після чого часописи знищувались. Відповідно, після завоювання Китаю маньчжурами та встановлення нової Династії Цин, цинська влада залучила китайських бюрократів, які вижили в катаклізмах, до складання «Історії Мін». Однак усі копії «істинних часописів» знищені не були, вони розійшлись у списках та нині кілька з них, різного ступеня повноти, містяться у бібліотеках та архівах в Китаї, Японії та інших країн.
1940 року з'явилось перше друковане видання зібрання часописів, зроблене, однак, на базі погано переписаної копії. Більш авторитетним вважається фотолітографічне видання, що було випущено на Тайвані у 1963–1968 роках, та виготовлене, головним чином, на базі рукописного примірника з Національної Бібліотеки в Пекіні, що вважається найближчим до оригіналу. Видання супроводжують понад 20 томів коментарів.